# Erythroxylum coca
La coca (Erythroxylum coca Lam., 1786) è una pianta della famiglia delle Erythroxylaceae originaria delle regioni tropicali centro e nord-occidentali dell'America del Sud.
La coca è tradizionalmente utilizzata come stimolante dalle popolazioni autoctone andine della Bolivia e del Perù. Dalle foglie della pianta della coca si ricava la cocaina, uno stupefacente.

## Descrizione

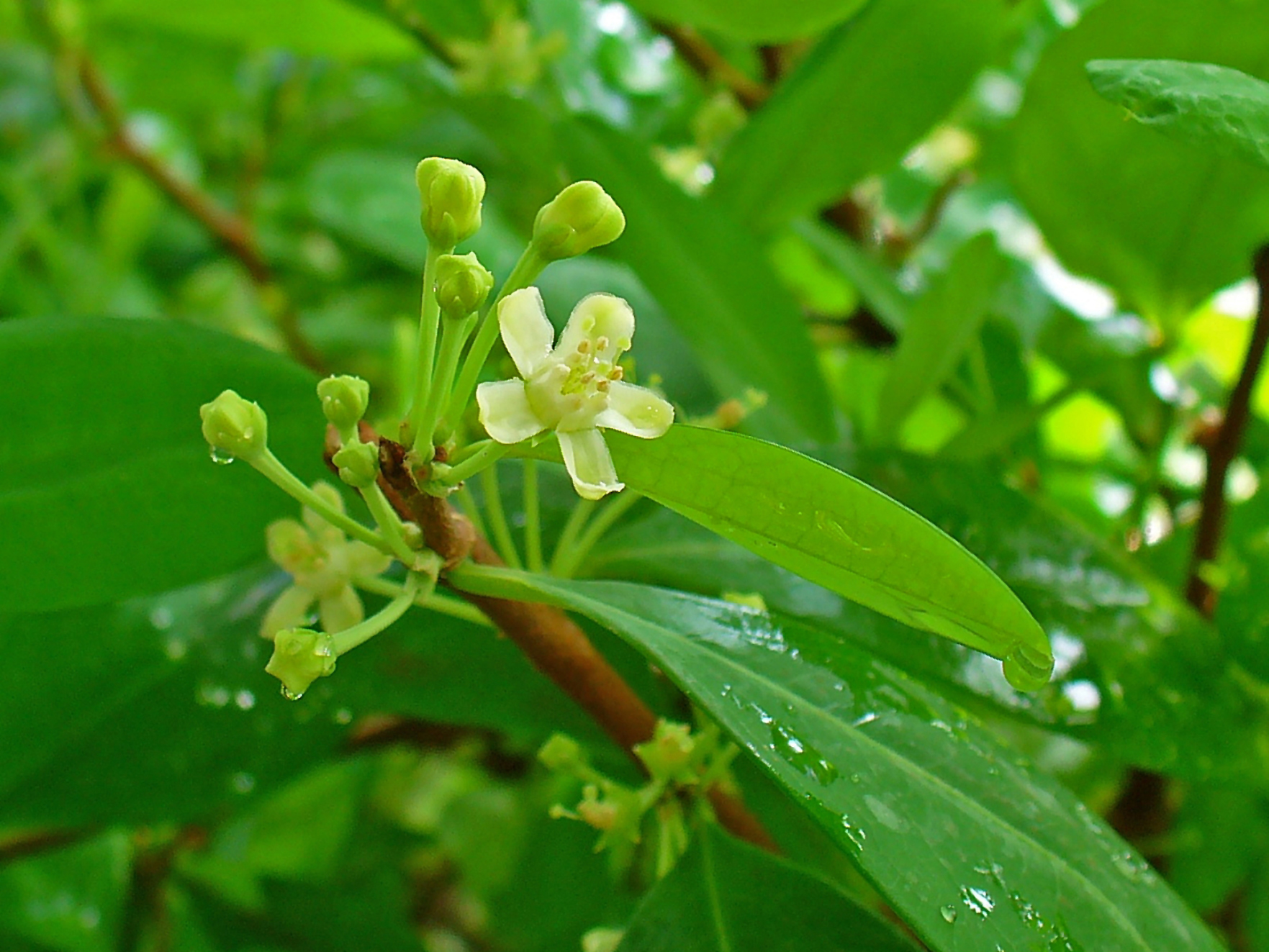
Fiori di E. coca

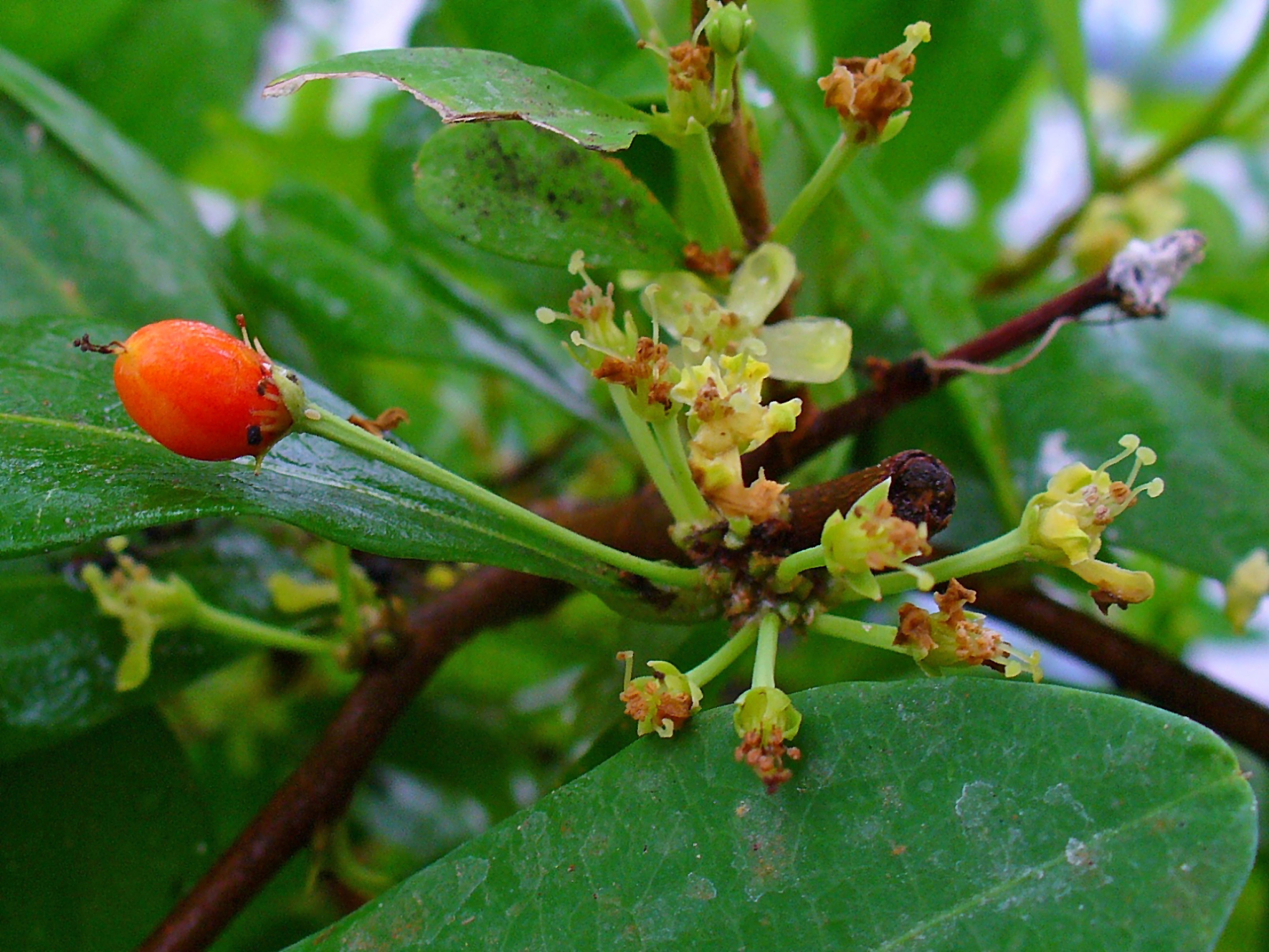
Frutti di E. coca

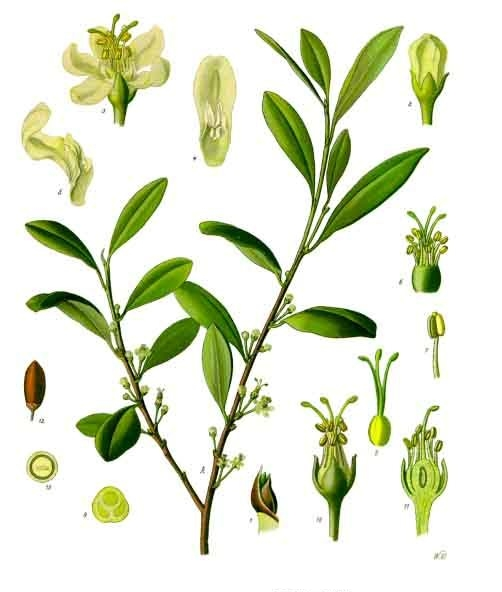
Illustrazione di E. coca

La pianta di coca è un arbusto o piccolo albero, alto circa da 1 a 3 m, molto ramificato, rivestito da una scorza di colore rossastro (Erythroxylum significa appunto "legno rosso"). Presenta delle foglie alterne di un verde intenso, ovali, intere ed isolate. Reca piccoli fiori pentameri, bianco-giallastri attinomorfi, isolati o raggruppati all'ascella delle foglie, con 10 stami concrescenti alla base e 3 carpelli che costituiscono un ovario triloculare che a maturità presenta una sola loggia. Il frutto è una piccola drupa rossastra contenente un solo seme. La coca è una pianta a portamento arbustivo che rimane produttiva anche fino all'età di 15 anni.

## Distribuzione e habitat
La coca è indigena della Bolivia (E.coca varietà Coca) e del Perù (E.coca varietà Truxilense), ma viene coltivata anche in Cile, Colombia, Brasile, Cina, Indonesia e Madagascar.

## Tassonomia
Classificata in passato all'interno dell'ordine Linales, con la più recente classificazione filogenetica viene considerata parte dell'ordine Malpighiales.

## Usi

### Uso tradizionale
L'uso delle foglie di coca avviene per via orale. In realtà le foglie non vengono masticate né ingerite. Vengono invece inserite una ad una fra la gengiva e la guancia, dopo averle private del picciolo. Quest'azione, in lingua quechua, è detta pischar. Si procede fino a creare un piccolo bolo che piano piano viene aumentato di dimensioni. Il bolo è mantenuto anche per qualche ora in posizione, fino a quando l'effetto sia presente. Dopodiché, viene levato dalla bocca. Le foglie non vengono mai ingerite.
L'uso della coca è documentato nell'antichità e risale almeno ad un paio di millenni prima di Cristo. Trattandosi di una pianta tropicale il suo uso non era, né lo è oggi, come spesso si crede, relegato solo alle popolazioni andine che, evidentemente, dovevano procurarsela commerciando con le popolazioni delle aree tropicali.
Le foglie di coca non erano quindi un bene di largo consumo. Prova di ciò è che anche in epoca incaica, quindi per un paio di secoli prima della conquista spagnola, in un momento di consolidamento territoriale che dava quasi unitarietà al settore occidentale del Sudamerica, le foglie di coca rimanevano ad uso quasi esclusivo della teocrazia incaica.
La crescita della produzione e del consumo delle foglie di coca è stata opera degli spagnoli durante i primi decenni della conquista. Nell'uso delle foglie di coca trovarono un ottimo alleato per migliorare la produzione semischiavista nelle miniere di Potosí che venivano date agli schiavi indigeni per dare loro maggiore resistenza e ridurre la fame e la sete e spesso venivano date anche come paga. Nel corso del XVI secolo la produzione di foglie di coca passerà da 100 tonnellate a più di 1.000, quasi tutte assorbite dalle miniere d'argento di Potosí e dintorni, nell'attuale Bolivia.
Nell'attualità, l'uso delle foglie di coca è estremamente comune da parte degli abitanti delle regioni andine della Bolivia e del Perù, in particolare nelle zone rurali, ma anche durante qualsiasi attività lavorativa. L'uso della coca ha anche un rilevante aspetto sociale, e viene offerta e condivisa con amici e colleghi di lavoro durante le pause. In questo senso, il suo consumo è paragonabile a quello del caffè per la cultura italiana.

### Uso alimentare
In passato la coca venne usata per la produzione di farmaci, bevande e liquori. Come il Vino Mariani, realizzato con vino Bordeaux nel quale venivano fatte macerare le foglie di coca: il connubio alcool-cocaina favoriva il mantenimento delle caratteristiche stimolanti della droga. In Italia viene prodotto il Coca Buton, liquore ottenuto grazie alla distillazione della foglia di coca, eliminandone quindi la molecola e lasciando nel liquore solo le sue proprietà naturali.
Nel 1871, fu premiato un Elixir Coca alla Esposizione Agraria, Industriale e di Belle Arti di Forlì. Nella ricetta originale della Coca-Cola era previsto l'uso di foglie di coca. In varie nuove bevande la foglia di coca è tornata a essere usata come la Red Bull Cola (in Italia la coca non è ammessa) e l'Agwa De Bolivia un nuovo liquore digestivo venduto negli USA e in Olanda.

### Aspetti farmacologici
Il principio attivo della coca è l'alcaloide cocaina, che nelle foglie fresche si trova in quantità da un minimo di circa 0.3 a 1.5%, in una media dello 0.8%. Oltre alla cocaina nelle foglie di coca sono presenti anche altri alcaloidi. La cocaina agisce come inibitore della ricaptazione delle catecolammine, in particolar modo della dopamina. La droga può essere fumata, masticata, inalata o iniettata per via endovenosa. Le foglie se masticate, agiscono come un leggero stimolante capace di alleviare la fame, la sete, il dolore e la fatica. La droga lavorata dà effetti a livello centrale (euforia, riduzione del senso di fatica) e a livello periferico (tachicardia, midriasi, vasocostrizione) e provoca dipendenza.
L'assorbimento della cocaina dalle foglie di coca è molto meno rapido ed efficiente che dalle forme purificate d'estrazione della cocaina, e non causa né euforia né altri effetti psicoattivi associati all'uso dell'omonima droga. Taluni sostengono l'idea che la cocaina non reagisca come ingrediente attivo quando si mastica una foglia di coca né quando se ne beve un infuso; tuttavia, alcuni studi dimostrano che una quantità ridotta ma misurabile di cocaina è presente nel sangue dopo il consumo di infusi a base di coca. Non è documentata la dipendenza dal consumo di foglie di coca allo stato naturale, né si riscontrano altri eventuali effetti deleteri.

## Attualità
I principali produttori mondiali di foglie di coca sono la Colombia, il Perù (dove ci sono le principali piantagioni e coltivazioni), Bolivia e Brasile.
L'estensione delle coltivazioni è molto variabile, secondo i programmi dei rispettivi governi e l'azione dello sviluppo alternativo alle coltivazioni, con incentivi offerti da vari paesi, e normalmente canalizzati dalle Nazioni Unite, per riconvertire le coltivazioni di coca in prodotti legali.
Orientativamente in Colombia si coltivano poco più di 100 000 ettari, in Perù attorno a 50 000 e in Bolivia 30 000.
In Colombia le coltivazioni, dopo anni di incremento, si sono, secondo informazioni ufficiali, stabilizzate anche per l'ampio uso delle forze militari e il drastico utilizzo di aerei aspersori di potenti erbicidi (glifosato). L'irrorazione aerea ha provocato anche le proteste del governo dell'Ecuador, sia per gli effetti negativi sull'ambiente delle foreste amazzoniche, sia per quelli sulle popolazioni e le coltivazioni legali di queste.
In Perú e, soprattutto in Bolivia, le coltivazioni, dopo alcuni anni di riduzione o stabilizzazione, si stanno reincrementando rapidamente per il ritorno all'uso indigeno e originale di questa pianta. La Colombia continua a essere il produttore numero uno di cocaina nonostante la minor coltivazione e la maggiore proibizione.
Il processo di produzione della cocaina è complesso e richiede un'estrazione chimica degli alcaloidi dalla materia vegetale secca. Considerando la complessità del processo e la scarsa concentrazione della cocaina nelle foglie, è necessaria un'enorme quantità di foglie per produrre cocaina pura.
Ciononostante, la foglia di coca è considerata uno stupefacente al pari della cocaina in buona parte degli stati del mondo, ad eccezione dei paesi andini. In Italia non esiste distinzione fra la foglia di coca e la cocaina, parificandole di fatto. 
Il suo uso legale è limitato solo ad alcuni paesi o regioni che ne fanno, e ne hanno fatto in passato, un uso tradizionale (tutta la Bolivia, tutto il Perú, il nord dell'Argentina, alcune regioni colombiane, come la Sierra Nevada de Santa Marta.